# Longyangxia-Talsperre
Die Longyangxia-Talsperre mit dem Longyangxia-Wasserkraftwerk liegt in der chinesischen Provinz Qinghai auf dem Qinghai-Tibet-Plateau auf 2600 m Höhe am Gelben Fluss (Huanghe).
Der Zweck der Talsperre ist Wasserkraftgewinnung und Hochwasserschutz.
Das Wasserkraftwerk steht auf der Grenze der Kreise Gonghe und Guinan und ungefähr 1,5 km von der Longyangxia-Schlucht entfernt.
Mit vier Turbinen von je 320 MW Leistung werden insgesamt 1280 MW erzeugt.
Der maximale Speicherraum des Stausees ist 27.419 (auch mit 27.630 angegeben) Mio. m³ groß, bei Vollstau sind es 24.700 Mio. m³.
Das Höchste Stauziel liegt auf 2607 m ü. NN.
Die Bauarbeiten begannen 1978. Mit dem Einstau des Stausees wurde im Oktober 1986 begonnen und die Inbetriebnahme fand 1989 statt.
Das Absperrbauwerk ist eine Bogengewichtsmauer aus Beton. Sie hat eine Bogenlänge an der Krone von 396 m; insgesamt ist die Mauerkrone 1277 m lang. Das Betonvolumen des Hauptbauwerks beträgt 1,53 Mio. m³, insgesamt sind es 3,16 Millionen m³.
Damals war diese Staumauer die höchste Talsperre Chinas; heute wird sie von der Ertan-Talsperre übertroffen und mehrere noch größere sind im Bau.
Eine weitere große Talsperre am oberen Gelben Fluss ist die Liujiaxia-Talsperre und im Unterlauf die Sanmenxia-Talsperre.
In Nähe der Talsperre wurde zudem ein Solarpark mit einer Leistung von 850 MWp errichtet, der mit Stand Januar 2017 der leistungsstärkste Solarpark der Welt war.